# 花錢

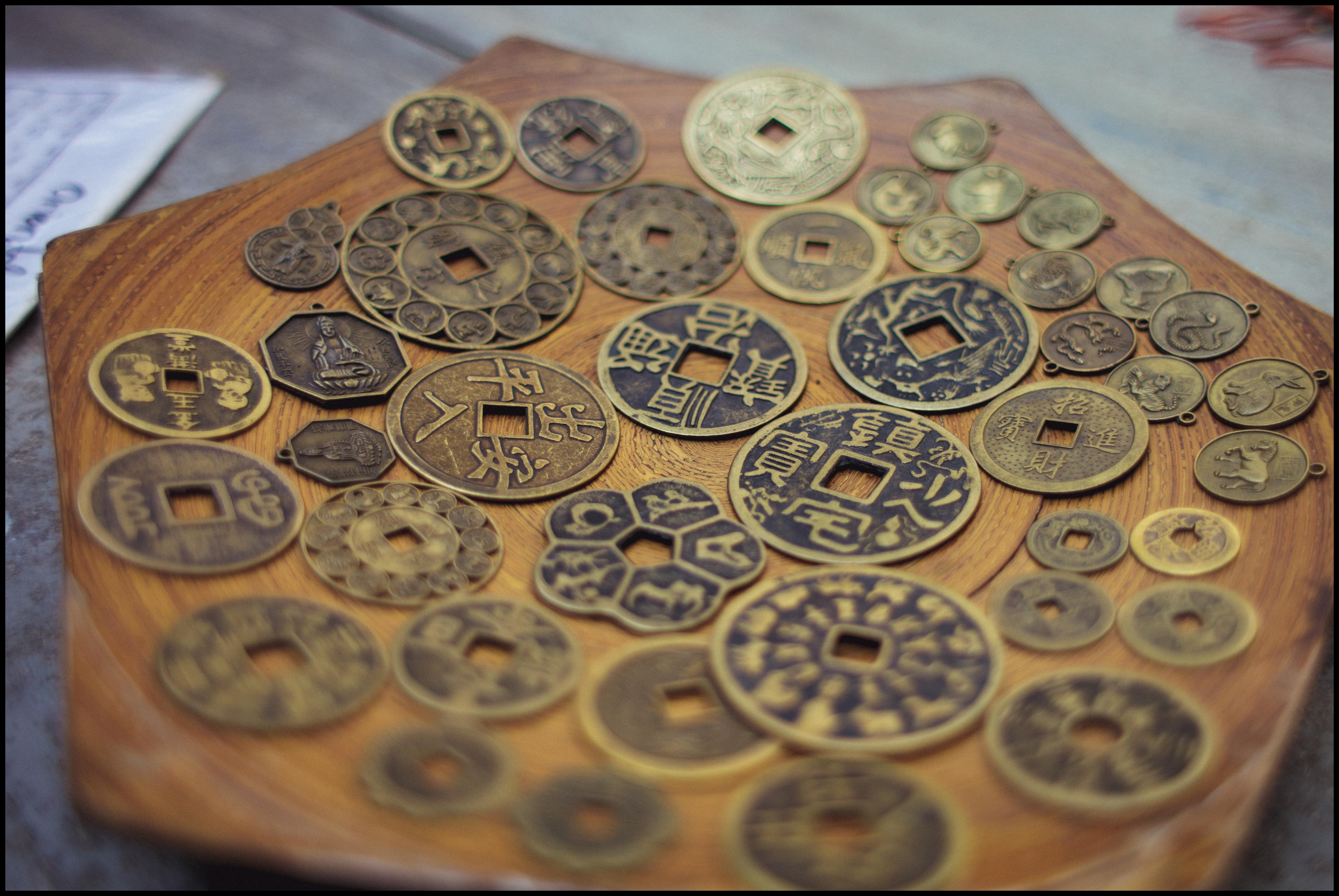
多种花钱

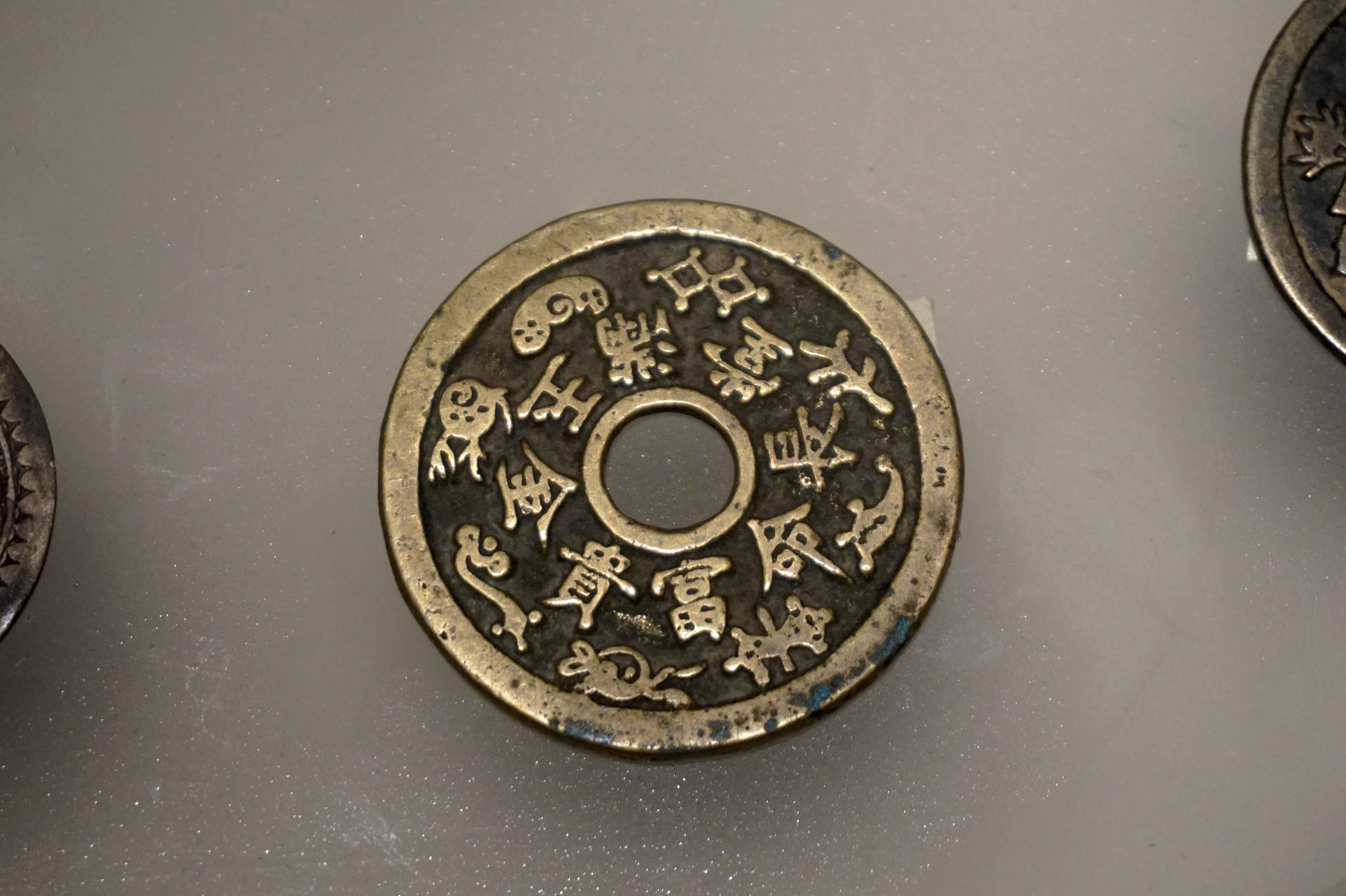
中国财税博物馆收藏的一枚清代“长命富贵，金玉满堂”吉语钱

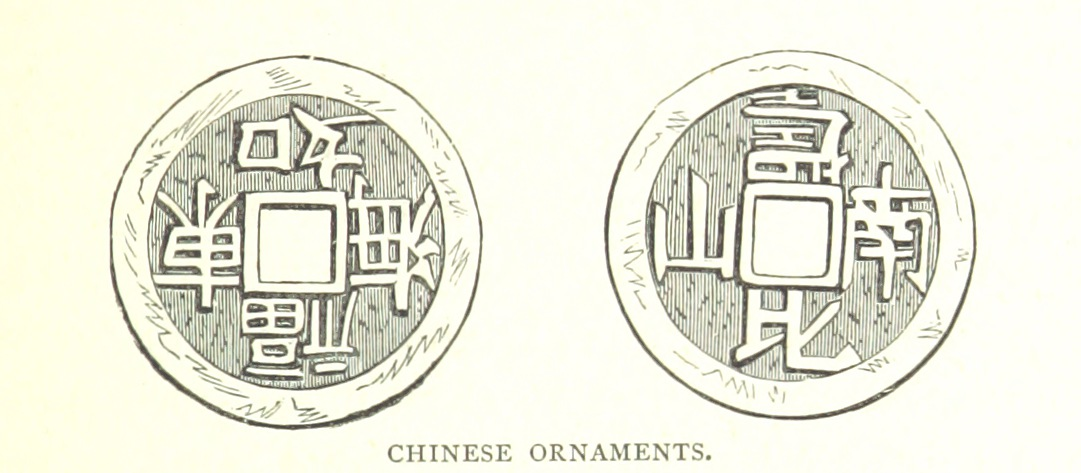
“福如东海，寿比南山”吉语钱图案

花钱，又作厌胜钱、押胜钱、民俗钱币、玩钱、吉祥钱等，是東亞古代非貨幣用的硬幣以及現代一些仿古幣的統稱，起源于中国，用于馈赠、玩赏、配饰、卜卦、辟邪、紀念、祝福、博弈、性教育等用途的非正式流通的钱币，为官方或民间铸造，与作为正式流通货币的“正用钱”相对。
花钱是正式货币的衍生物，属于中国钱币文化和民俗文化中不可或缺的一部分。

## 名称
厌胜钱的钱文和图案一般都是反映古代民俗的内容，故又被人称为“民俗钱”。“厌胜钱”的“厌”字通“压”，因此也被记为“压胜钱”。在日本，又被称为“绘钱”或“画钱”。在台湾，也被称为“玩钱”。
“厌胜”一词指“以诅咒厌伏其人”，最早见于《汉书·王莽传》：“是岁八月，莽亲之南郊，铸作威斗。威斗者，以五石铜为之，若北斗，长二尺五寸，欲以厌胜众兵”。《后汉书·清河孝王庆传》也有“因诬言欲作盅道祝诅，以菟为厌胜之术”的记载。厌胜就是方士们用咒语和象征性的物体帮助那些有求于他们的人来诅咒仇人、祈祷鬼神，制服被诅咒者的工具。厌胜钱则是人们据厌胜法的本义，为避邪祈福而制造的形制与流通货币相似的物品，供人佩带赏玩，厌服邪魅，祈求吉祥。
《明史·马文升传》中“宪宗朝，岳镇海渎诸庙，用方士言置石函，周以符篆，贮金书道经、金银钱、宝石及五谷为厌胜具”是中国正史中唯一一处以“金银钱”用于压胜的明确记载:58。
“中国民俗钱”一名最早见著于陆昕在1990年代末《花泉六品》一文，戴志强也曾多次表示支持“中国民俗钱”的命名，中国钱币学会、北京市钱币学会、中国国家博物馆、中国钱币博物馆和北京市古钱币博物馆也曾多次以“中国民俗钱”命名召开学术会议和布展，得到中国泉界的普遍认可。

## 历史

### 中国花钱
中国压胜钱的历史源远流长，它应该与金属铸币有着相同的来源，即实物货币。实物货币除了充当物物交换的媒介，也就是其货币的职能外，还具有其原本具有的实用功能，如海贝除了被当做货币，还是一种装饰品:ix。殷商时期的青铜贝币是中国最早的金属货币，但从出土的情形开看，有的铜贝是与海贝一起作为财富被放置在墓室的，也有的是在出土于车马坑作为马匹饰物的，而后者的用途就与后世的压胜钱类似。
在春秋战国时期的金属铸币上，往往铸有一些与祭祀有关的用语或吉祥词语。如平肩弧足空首布的銘文中有記牲畜等文字，如“卯”“牛”組合字，“卯”“田”組合字等，應是指卯時祭祀用的供物；齊刀、即墨刀、安陽刀的背面铭文总有“日”、“吉”、“大昌”、“辟封”、“安邦”、“大行”等吉語；燕刀、燕圜钱的背面铭文中有“吉”字；戰國秦“半兩”錢的背面也曾經發現過祈求財富的吉語“千貝”:x。在先秦时期，人们就开始把铜钱陪葬在坟墓里，以求逝者在另一世界中继续享受财富。而专门用作冥钱的仿制货币，如陶钱、石钱也相继出现:序言。战国时期，燕国弧背尖首刀币和齐国“齐法化”刀币的背面都已铸有“吉”字的，而齐国六字刀币“齐建邦长大刀”也有学者认为是田单复齐时齐国特别铸造的纪念币。
到秦漢以後，壓勝錢正式成为独立于流通货币的一支，即所謂的“非正用品”钱币:x。在汉代五铢钱中，有的钱币正面铸有“脱身易、宜子孙”字样，有的正面为“辟兵莫当”，背面为“除凶去央”，显然是为避凶致吉而特意制造的。这些钱币虽然仍属于仿制铸币，但钱文已经改成了吉祥词语和图案，制作的主要用途也已从陪葬变为佩戴。:序言西汉之初的宜子半两、太常半两等钱穿口均为菱形，而菱穿的目的可能是出于美观和佩带时始终保持钱体字文端正。由此判断，它们应该是被用来佩戴的。王莽至东汉时期，钱文类花钱的种类很多但数量很少，典型的有背面铸有吉语、规矩纹或星象纹等的五铢、大泉五十等钱。另外，汉代还有一类挂钱（一说为扣饰），钱上有一大圆环，钱下有一小方环，面文多为“日入千金、长毋相忘”和“除凶去央、辟兵莫当”，在上海福泉山西汉墓及内蒙古汉墓均有出土。
汉代之后直到南北时期，花钱种类及数量都非常少。南朝梁武帝萧衍太清年间铸造的太清丰乐钱曾被认为属于吉语花钱，但2000年9月，该钱在江苏宜兴市一次性出土了四千多枚，因此其性质被重新认定为流通货币。
明清时期，压胜钱的铸造和流传达到鼎盛时期，称谓繁多，内容涉及到了生活的各个领域。

### 日本绘钱
压胜钱在日本又被称为“绘钱”（絵銭）或者“画钱”（画銭），室町时代末期从中国传入日本，最早铸造于京都的六条河原，其后江户时代，直到明治、大正年间均有铸造。绘钱品种多样，用途也各不相同，有大名祝賀用的、寺社上梁用的、商家的記念品、孩童的玩具、收集者的臆造品、赌博用的赌具等等。

## 常見類型

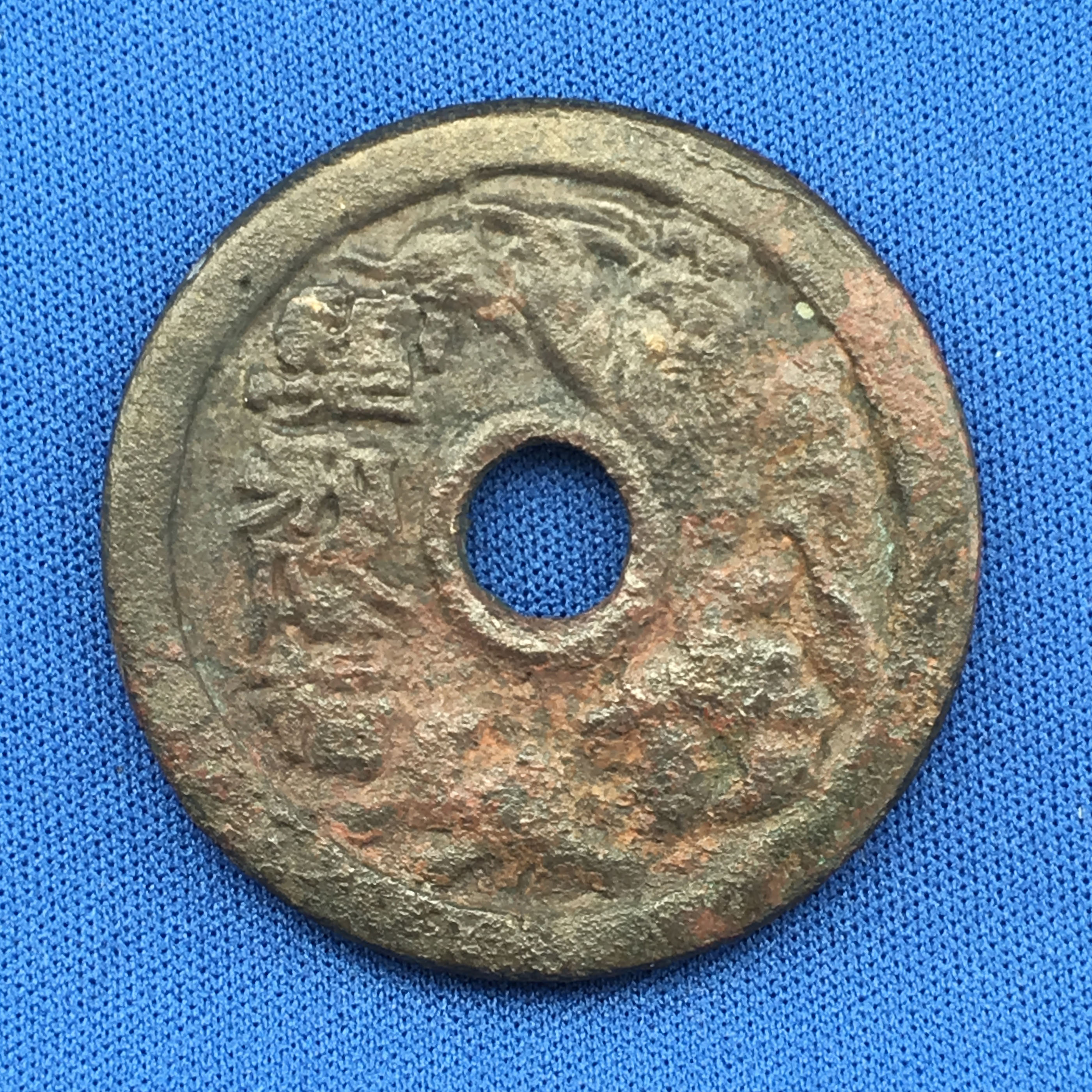
一枚“駆邪降福”钱

厌胜钱的种类繁多，按照用途来分，有镇库钱、祝寿钱、赏赐钱、洗儿钱、吉语钱、配饰钱、撒帐钱、八仙钱、棋钱、马钱、生肖钱、符咒钱等。:277从门类来说，厌胜钱和中国铜镜一样，可以细分为神仙故事、瑞兽与花草、吉祥纹饰、吉语等几大类别。:前言

### 吉语钱
吉语钱是比较普遍的一类花钱，钱文主要以“长命富贵”、“福德长寿”、“加官进禄”、“天下太平”等吉语为内容。吉语钱多用于社会交往，传递感情。常以通用钱号添铸吉语及吉语为文、加铸图像两类，如“嘉庆通宝”背铸“天下太平”等。另一类则面文为“长命富贵”，钱背则见各种吉祥图像等。根据具体的吉语内容和用途，吉语钱又包括庆祝寿诞用的祝寿钱，祝新春用的贺年钱，以及洗儿礼用的洗兒錢等。祝寿钱的钱文常有“龟鹤齐寿”、“龟龄鹤寿”、“福德长寿”、“福寿延长”等，背面多为神仙、灵龟、仙鹤、瑞云等图。贺年钱常一面镌有“人口平安”字样，一面书“新春大吉”四字。洗兒錢则是賓客參與洗兒禮時送給得兒的父母，錢文如“洗得麟兒”、“多子多孫”等。

### 冥钱

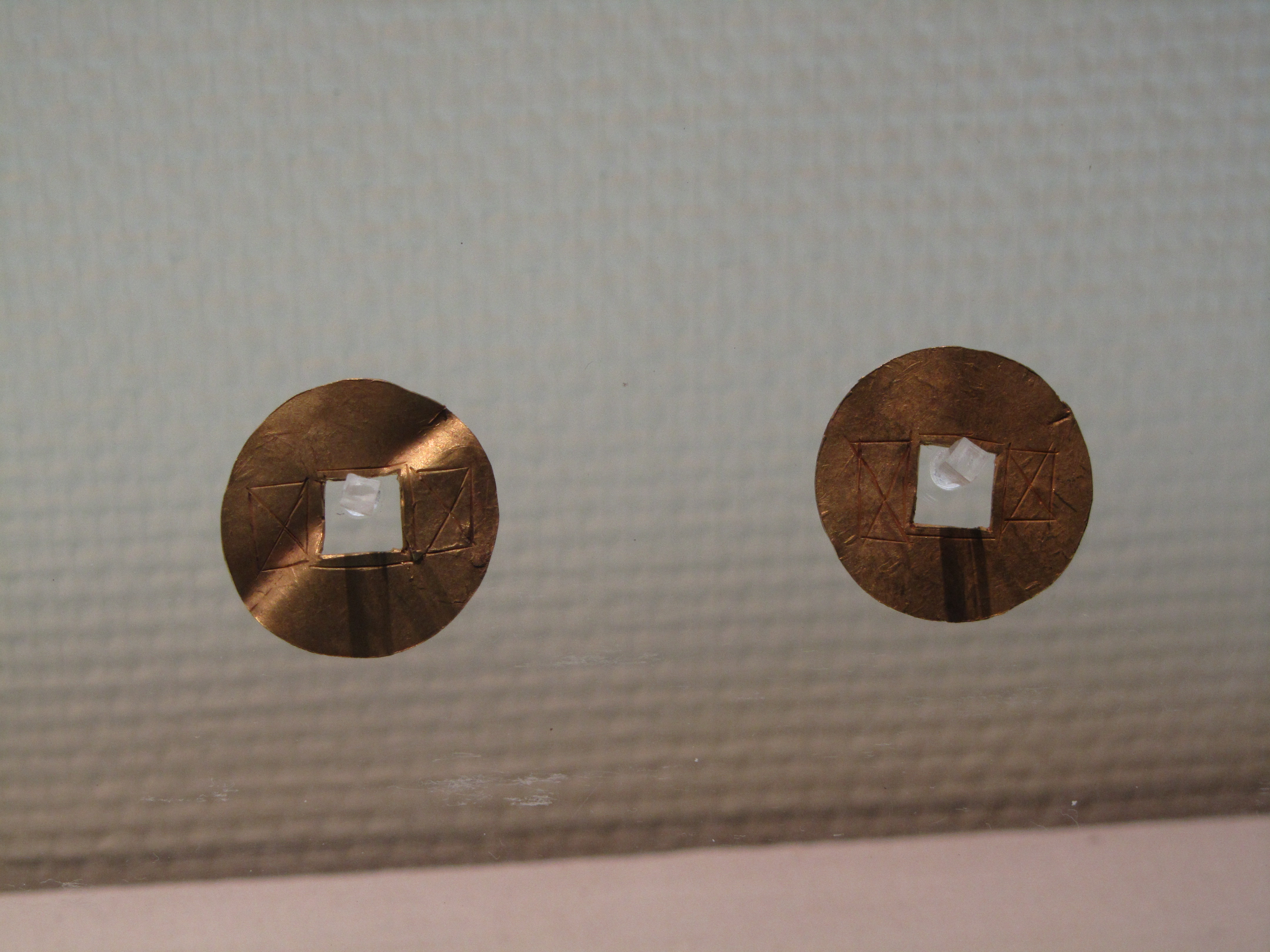
东晋时的金质冥钱

冥钱，又名羨瘞錢、瘞钱，是指为殉葬而制的代替流通货币的陪葬品，有銅、銀、錫、鉛、陶、泥等材质。《史記‧酷吏列傳》有载“會人有盜發孝文園瘞錢”；南朝裴骃《史记集解》中曾引用三国时期魏国如淳“瘞埋錢于園陵以送死”来进行注解；王先谦《汉书补注》解释称“盖此瘗钱埋墓四隅，《传》称‘盗发’者即是四隅所瘗，不在冢藏中也。”在坟墓的四角陪葬钱币，应是用于镇墓，这种行为可以追溯到贝币时期，如陕西长安张家坡发掘的西周墓葬中，M307墓“在椁室的四隅各有一堆蛤壳”:244。
自秦漢特小“半兩”、“五銖”起，歷代均有所出。除“消災”、“太平”等類錢文，近代还出土有遼代的“清寧二年”、“大康六年”等纪年冥钱。南宋时期四川安丙墓一次性出土打制冥钱百余枚，多为金银薄片单面打制，面文有“天下太平”、“长命富贵”等吉语。冥钱从定义来看属于花钱范畴，但因其性质为人们所忌讳，通常只把它看作花钱的边缘品类。
《新唐書·王璵傳》有载“漢以來葬喪皆有瘞錢，后世里俗稍以紙寓錢為鬼事。”随着纸钱的兴起，瘗钱现象在民俗史中消退:244。

### 镇宅钱、上梁钱、镇水钱、门神钱
镇宅钱是指用于镇宅的钱币。《异苑》卷四中有“宜以钱二十八文埋宅四角，可以免灾”的记载:244。《中国古代厌胜钱谱》一书收录三品“太平振宅驱邪”钱，面文均为对读的“太平元宝”四字，而背面均上饰双剑，下有龟蛇，左书“驱邪辟恶”，右书“振宅平安”。据1937年《衢县志》记载，当地营造屋宅时有“下灶脚须用福字大钱”等“镇压之迷信”:60。
上梁钱古代房屋建造过程中上梁时所使用的一种花钱，上梁是東亞傳統建筑程序中的一个重要的环节。一般来说，主人家都专门挑选吉日举行仪式郑重进行，同时还要在房梁上搁置铜钱。虽然搁置的方法和所放铜钱的种类数量各地有所不同，但搁置铜钱的目的是一样的，就是祈求平安顺利。一些大型建筑多用特制的上梁钱，如刀、布形的“福州圣庙正殿上梁钱”等；而一般的民宅有的用八卦等花钱作为上梁钱，更多的用“太平通宝”等古钱作上梁钱。
鎮水錢为建造堤防等所用，钱面为周处斩蛟或钱王射潮的图形，背或为吉语祝辞、八卦灵符等。
门神钱是指繪有门神作辟邪用途的花钱，在余榴梁等编著的《中国花钱》图谱上和张志中编著的《花钱》图谱中，都把此类钱币归纳在“马钱”和“将马钱”中。

### 镇库钱、开炉钱

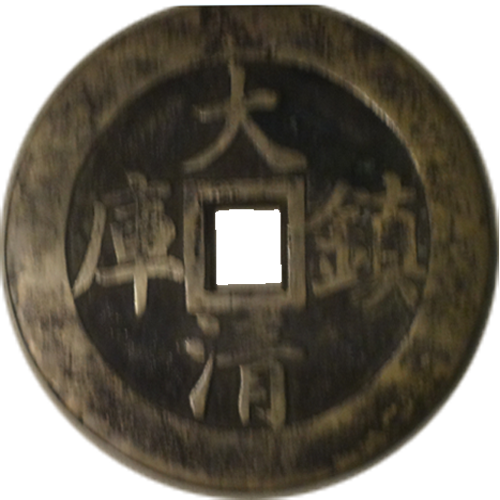
大清鎮庫錢

镇库钱，是铸钱局在开铸流通货币之前，为压服邪恶，祈求吉祥而特意铸造的大型超重钱，属于特制的非流通钱币，被视为花钱中的珍品。由于镇库钱与流通货币的关系紧密，历代钱谱中多有收录。镇库钱放在錢库作風水用途，钱体均大而厚重。有的钱文就标明镇库之用，如“大唐镇库”、“大清镇库”，也有如上述二者一样厚重而很大的钱，钱文只标明年号、通宝之类，却没有镇库字样。
五代十国时期的南唐元宗李璟保大年间铸造的“大唐镇库”钱是已知最早的铸有“镇库”字样的镇库钱，迄今已有一千余年的历史。而镇库钱的历史相比还要早得多，中国国家博物馆收藏有一枚直径、重量远大于普通同类货币的半两钱，被钱币学家判断为西汉镇库钱。
开炉钱则是钱局在成立之初、或重新开铸之时、或新年伊始铸造的迎祥纳吉、驱邪迎瑞的纪念花钱。其形制大小不一，如有宝陕局“太平重宝背宝陕钱局”、宝苏局“乾隆通宝背上三连星下月”、宝云局大型“嘉庆通宝背麟凤”等。

### 生肖钱、星相钱
生肖钱，又称生肖币、命钱、十二支钱、生肖厌胜钱等等。《古钱大辞典》中引有《稗史类编》记载“命钱，面有十二生肖字。张端木曰：此钱旧称命钱，有地支十二字，又有生肖形。”生肖钱有可细分为不同的类别，《古钱大辞典》称“今此錢有一字者、兩字者、四字者、十二辰全者，大小不等，品種尤繁”；而卢振海、阎锋所著《中国古代厌胜钱谱》中将其分为八卦生肖钱、吉语生肖钱、星官生肖钱，指出其“多铸于宋代，元、明、清代也均有铸品”:847。
星相钱铸有星相图案，清代云南炉的特产，早期品直径多为八十公釐，面为星象图，背有光背、星月多种。

### 打马钱、象棋钱、选仙钱

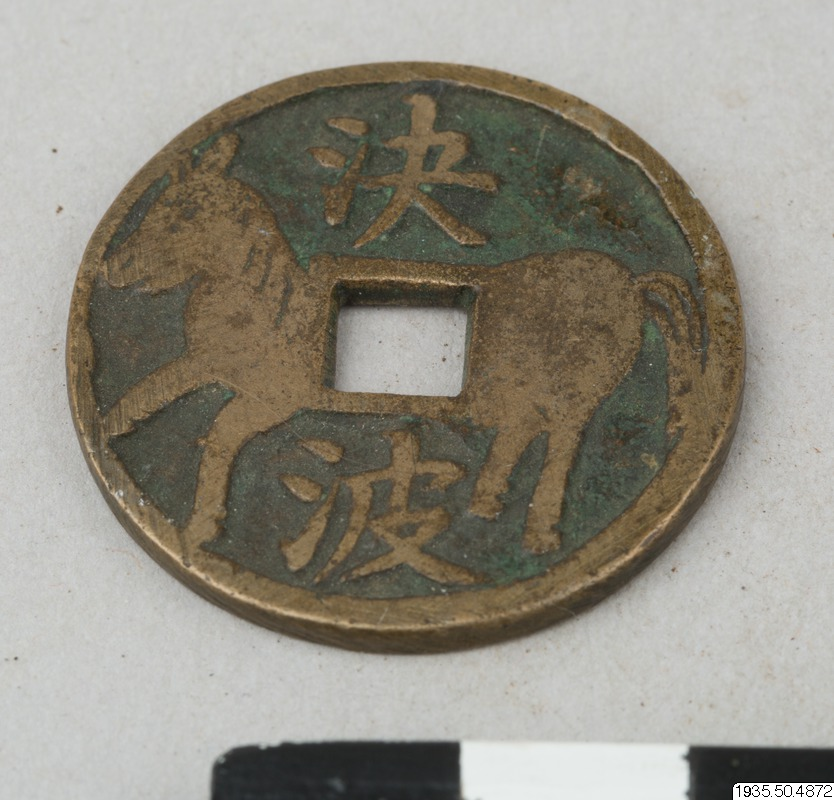
打马钱，钱文为“决波”，传说中贞观十骥之一

打馬錢又稱打馬格錢、將馬錢、馬錢，是打馬游戏的棋子，有圖有文，正面畫馬、反面寫兩字或四字馬名，有古代名马名和名将名，可被看作为古代名马和名将的“纪念章”。马钱起源于宋代，一般为青铜或黄铜铸造，但也有少数是牛角或者象牙做成的。大多数马钱为直径约3厘米的圆形方孔钱或圆孔钱。马钱上马匹的姿态各有不同，或立或卧，或疾驰奔跑或回首嘶鸣，但都有一个共同点就是马鞍的位置往往被放置在钱眼处。
象棋钱是指铜材质的象棋棋子，中间无孔，或圖文各占一面，或两面同为汉字，或光背仅正面铸字。宋代的棋钱尚没有兵卒、仕士、相象等区分，圖文各占一面的象棋钱，下棋时可能是一方执字面，一方执图面；而仅铸有汉字的，可能以涂朱砂等方式从颜色上区分。
选仙钱是选仙圖的棋子，从形制上可分为圆形和方形两种，圆形又分有穿、无穿两种，无穿者居多。从内容上看有诗仙、棋仙、琴仙、壶中仙、拔宅仙、王母、曼倩、双成等人物，背皆配五言绝句。

### 秘戏钱、撒帐钱
秘戏钱，又稱合欢钱、春钱、春宫钱、避火钱、堂子钱等，是指以浮雕图案或文字形式展示男女合欢姿势的一种花钱。秘戏钱产生于唐，宋元明清至民国均有铸造，尤盛于清末民初。早期所铸多为两面均为性爱图案，后期则一面有文字，一面为性爱图案；前者铸有一、二或四组男女合欢图案，没有文字；后者一面铸有图案，另一面铸有“风花雪月”、“花月宜人”、“明皇御影”、“鼓动人心”、“清河肖孺”、“龙凤呈祥”、“连生贵子”等文字，或者铸有“周元通宝”、“咸丰重宝”等历代钱文字样。秘戏钱直径大小不一，铸工精粗不同。舊時由長者授于新婚子媳，或作傳授房事、促其多子多孫用，可说是中国古代父母对子女进行性教育、性启蒙的实物教材，一般在子女成婚的大喜之曰撒在新床上。此类花钱在相当长的时期内被认为是一种伤风败俗的淫物。
撒帐钱是用于婚嫁仪式“撒帐”用的一种花钱，《东京梦华录》载：“旧时婚礼，夫妻交拜完毕，并坐床沿，妇以金钱彩果撒掷，为撒帐。”据宋洪遵《泉志》卷十五记载，唐中宗李显景龙年间，睿宗女儿荊山公主出嫁，曾特意铸造正面钱文“长命守富贵”，背面五出文的撒帐钱。此外，撒帐钱还有铸“夫妻偕老”、“早生贵子”、“金玉满堂”、“忠孝传家”、“五男二女”等钱文的。

### 其他

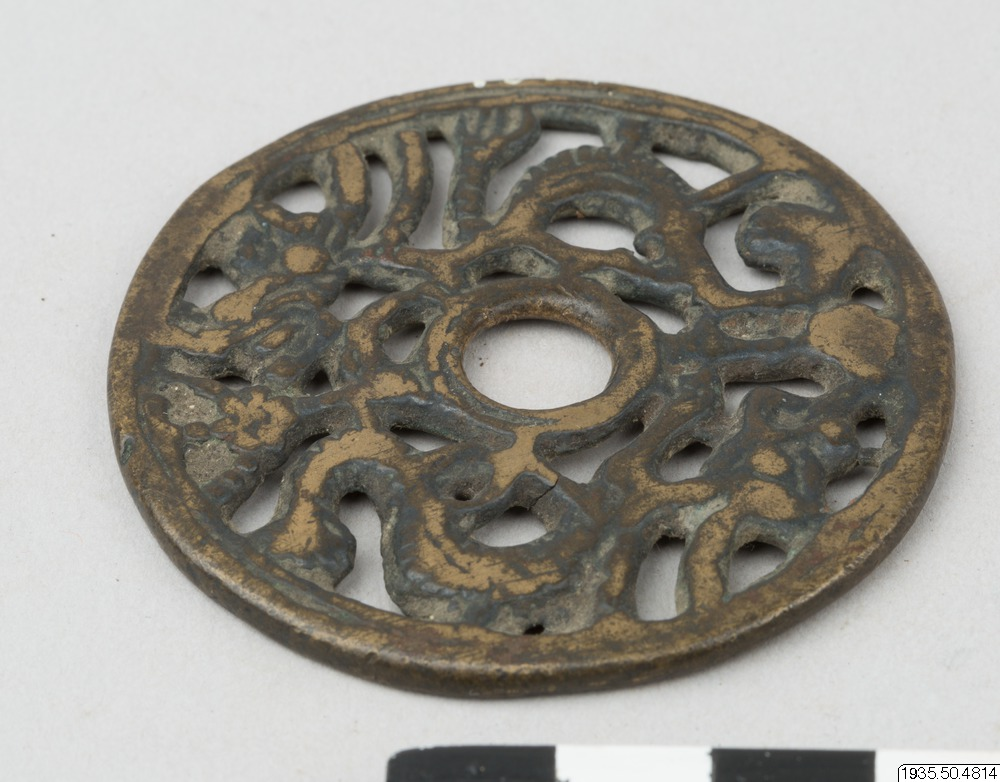
镂空钱

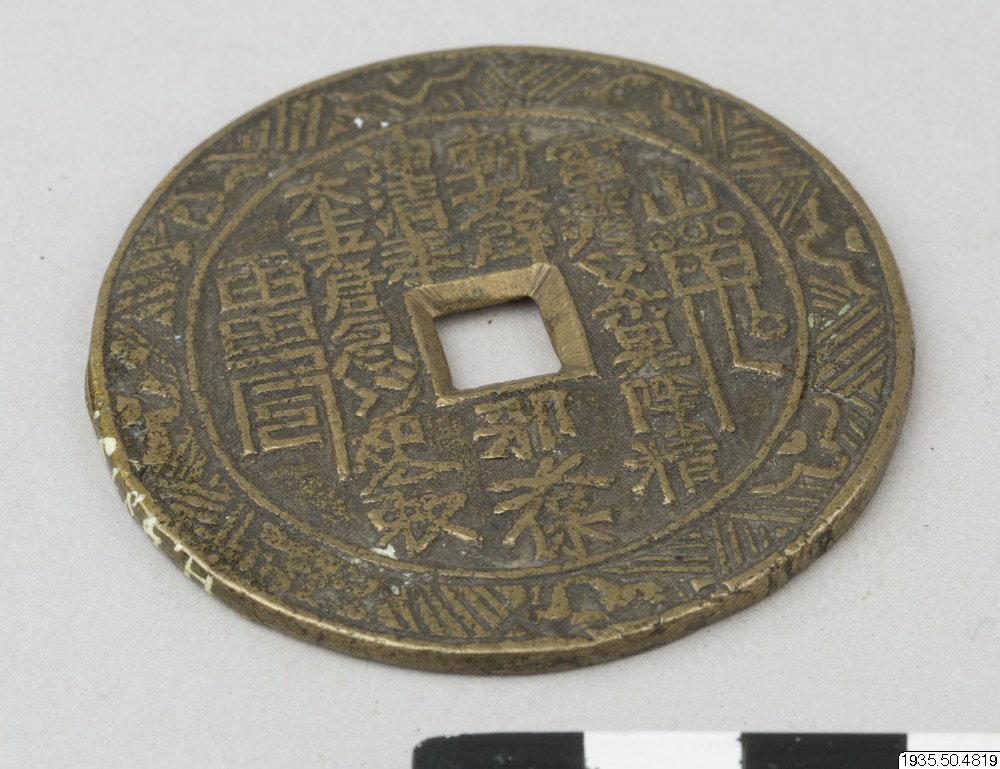
“山鬼”符咒钱

袱坠钱綁在於奉祭祀牌或祭祀品下所垫的袱布四角系，作用是下坠固定。，錢文同正用品，背文为天下太平。挂灯钱是挂在花灯上作配饰。配饰钱被佩带于身上作装饰或辟邪。
宫内赏玩钱，为宫内赏玩之需特别铸造的精美厚重的花钱，价格很高，存世数量也稀少，典型的有大型“嘉庆通宝背天下太平”、篆书“福寿康宁”及“万寿无疆背大雅”等。警世钱：皇帝颁給官員作道德提醒用，钱文如“法宜古今”，这四个可以旋读“法宜古今”，说明法是治国安邦之要；可以直读“法古宜今”，也就是说既要效法古代有益的章法，又要考虑是否适宜现今之所需。
观钱又稱供养钱，种类有年号、寺观名称及诸佛菩萨名号等，多为寺观所铸分发给香客，或是作为香客礼佛的供品。符咒錢为道家祈禳之法物。如天罡咒錢，咒曰：“天罡天罡，斬邪滅亡，吾有令劍，斬鬼不存。急急如律今。”太上咒錢，咒曰：“天圓地方，六律九章，符神到出，萬鬼滅亡，急急如律令。”五雷錢，咒曰：“雷霆八部，誅鬼降精，斬妖辟邪，永保神清，奉太上老君，急急如律令，敕。”這些錢背均鑄八卦、仙人、太上老君、雷部正神等。
镂空钱：賞玩用，钱体透雕，玲珑雅致，宋代镂空钱的图案多为花卉、追尾双凤、对龙等。割裂钱，工匠在鑄錢時有意制作的戲作錢，種類甚多。如把天啟通寶、崇禎通寶僅取其一字，鑄成“天天天天、“崇崇崇崇”錢等。在清代亦有把背面的滿文鑄到正面來，與通寶對調等。借口錢錢文字自右逆時鐘方向寫“佳五矢止”，連同中間方孔就讀作“惟吾知足”，為合文的運用。連體錢：兩枚幣橫連鑄在一起，光緒通寶背文為“福壽”，所以連在可意會“福壽雙全”。
谜语钱是清代花钱中特有的品类，多出自云南、贵州。錢文如寫“富贵双全背一母所生六个人、两个旗下六个民、方圆不敷一寸地、走遍天下不让人。”该谜底是清代流通钱。

## 相关研究与展览

### 专著
| 年代   | 书名                                         | 作者              | 出版社           | ISBN          | 备注                                                         |
| ------ | -------------------------------------------- | ----------------- | ---------------- | ------------- | ------------------------------------------------------------ |
| 不详   | 画钱图录                                     | 慈海              |                  |               | 本书为日本僧人所著，成书年代不详，1910年珍書頒布会曾进行出版 |
| 1987年 | 玩錢集                                       | 陳鴻禧編著        |                  | 无            |                                                              |
| 1991年 | 中国古代压胜钱谱                             | 卢振海、阎峰      | 辽宁大学出版社   | 9787561015834 | [ 46 ]                                                       |
| 1992年 | 中国花钱                                     | 余榴梁等编著      | 上海古籍出版社   | 9787532512201 | [ 47 ]                                                       |
| 1998年 | 收藏指南2 花钱                               | 张志中编著        | 天津古籍出版社   | 9787805046327 | [ 48 ]                                                       |
| 1999年 | 中国历代压胜钱收藏与鉴赏                     | 高文、袁愈高编著  |                  |               |                                                              |
| 2000年 | 古代吉祥钱图像赏析                           | 郭若愚            | 上海教育出版社   | 9787532054602 |                                                              |
| 2003年 | 民俗钱图说                                   | 何林              | 学苑出版社       | 9787507721379 | [ 49 ]                                                       |
| 2004年 | 中国花钱图典                                 | 郑轶伟主编        | 上海文化出版社   | 9787806466674 | [ 50 ]                                                       |
| 2006年 | 中国花钱图典续集                             | 郑轶伟主编        | 上海文化出版社   | 9787806469705 | [ 51 ]                                                       |
| 2006年 | 钱神：钱的民俗事状和文化象征                 | 王子今            | 陕西人民出版社   | 9787224073645 | 属“新世纪学人文萃”丛书                                       |
| 2008年 | 中国花钱与传统文化                           | 方称宇            | 商务印书馆       | 9787100058322 | [ 52 ]                                                       |
| 2009年 | 收藏与投资民俗钱                             | 张廷              | 华龄出版社       | 9787801785602 | [ 53 ]                                                       |
| 2013年 | 中国钱币大辞典：压胜钱编                     |                   | 中华书局         | 9787101085310 |                                                              |
| 2015年 | 中国花钱图集                                 | 龚士元主编        | 哈尔滨地图出版社 | 9787546512365 | [ 54 ]                                                       |
| 2015年 | 传统文化瑰宝：民俗花钱                       | 景浩              | 中国文史出版社   | 9787503456572 |                                                              |
| 2016年 | 中国花钱的语言与造像：解读一个往昔的信仰体系 | 方称宇、弗·蒂埃里 | 施普林格·自然    | 9789811017919 | 本书为英文                                                   |

### 专题展览与展馆
2013年，北京古代钱币展览馆开设“流连方寸间——中国古代民俗钱币展”，截止2017年一直是第二展厅的常设展览。2014年5月26日，由中国钱币博物馆、北京市钱币学会、中国民俗钱币学会共同举办的“吉金雅藏——中国历代民俗钱币展” 在中国钱币博物馆开幕。
2015年2月，海南省海口市观澜湖华谊冯小刚电影公社景区内的中国古代民俗钱币博物馆向游客开放，该馆曾因英文翻译雷人而被媒体曝光。2015年9月，中国民俗钱币博物馆在广东省广州市观音山开馆。2016年3月12日，中国民俗钱币学会博物馆在北京市落成。